# 第28屆中國金雞百花電影節
第28屆金雞百花電影節是在2019年11月19日至23日，於中國大陸的廈門市舉辦的电影节及电影奖活动。第32屆中國電影金雞獎亦於電影節期間進行頒獎。演員姚晨擔任本屆電影節大使。
該屆原先決定《蘭心大劇院》為開幕電影，卻因出品方對宣傳有分歧而取消放映，改為紀錄片《尺八·一聲一世》。

## 姚晨引发的争议
电影节开始前的11月14日，电影节主办方在新浪微博的官方帐号发文，宣传形象大使姚晨，引发网络争议，认为她无资格担任大使。此前，姚晨已因恶之花事件，被中国舆论批评数年，但中国政府对她极为优待。2019年10月，姚晨受中国政府邀请参加庆祝中华人民共和国成立70周年大会，此时的社会舆论视她为“恨国公知”、投机爱国分子。